# Maison Mantin
La maison Mantin est une demeure bourgeoise de la fin du XIXe siècle située dans la ville de Moulins, dans l'Allier.
La demeure, qui a l'apparence d'une villa composite, a ouvert ses portes au public en 1910, puis fermée pendant l'entre-deux guerres, est rouverte en novembre 2010 en tant que musée, après près de trois années de travaux et restauration entrepris par le conseil général de l’Allier.
Léguée à sa mort en 1905 à la ville de Moulins par Louis Mantin qui n’avait aucun héritier, cette maison devait « témoigner du mode de vie d’un bourgeois de la fin du XIXe siècle ». Cette maison permet de faire un bond dans le passé et de pénétrer l’univers d’un bourgeois érudit et collectionneur qui vécut il y a plus d’un siècle.

## Histoire
La maison Mantin a été commandée par Louis Mantin, un riche bourgeois de Moulins, qui a souhaité pouvoir montrer ses œuvres d'art et sa collection d'antiquités. La maison a été conçue par un architecte de renom local, René-Justin Moreau (28 avril 1858 - 18 septembre 1924), en collaboration avec son père, Jean-Bélisaire Moreau (1828-1899), également architecte, et construite entre 1894 et 1897.
Mantin a légué la maison à la ville de Moulins dans son testament, écrit avant sa mort en 1905. Sa volonté était que la maison soit gardée intacte, afin de montrer aux visiteurs, cent ans plus tard, « un spécimen de maison bourgeoise du XIXe siècle ». Cependant le testament stipule que le legs prendra effet à la condition que le musée Anne de Beaujeu ainsi que la maison soient ouverts au public cinq ans après sa mort.
Contrairement à la croyance populaire selon laquelle la maison Mantin est restée fermée pendant cent ans, celle-ci ouvre ses portes en 1910 comme le musée. Pendant l'entre-deux guerres, les visites sont limitées à cause des problèmes de conservation des collections et finalement la maison est fermée pendant soixante-dix ans.

## Localisation
La maison Mantin est située en plein cœur de Moulins, au no 3 place du Colonel-Laussedat, près de la cathédrale, entre le château des ducs de Bourbon et le musée Anne-de-Beaujeu.
Il ne reste aujourd’hui qu’une partie des bâtiments de l’ensemble castral, dont la construction s’est étalée sur les derniers siècles du Moyen Âge. Au sud subsiste le donjon appelé « la Mal-Coiffée », seul vestige du château édifié par Louis II de Bourbon dans les années 1360-1370. Au nord, le pavillon bâti par Pierre et Anne de Beaujeu entre 1498 et 1503 est l’un des tout premiers exemples de l’architecture Renaissance en France. Entre les deux, des ruines témoignent de l’ampleur du logis d’habitation construit à la fin du XVe siècle par Anne de Beaujeu. Disparu pour l’essentiel dans un incendie en 1755, le château a été vendu par lots dès 1774, puis comme bien national à la Révolution. Laurent Mantin, le grand-père de Louis, acquiert la parcelle en 1828 pour y faire construire sa maison ainsi que sa fabrique de meubles. Louis Mantin choisit par la suite de conserver une partie de l’habitation de son grand-père mais fait raser l’essentiel de la construction pour édifier sa villa. Elle se pare d’un jardin d’environ 2 000 m2, aujourd’hui incorporé au parc qui se trouve en contrebas de la Mal-Coiffée, ainsi que d’une grande terrasse qui donne accès à l’entrée principale.

## Louis Mantin

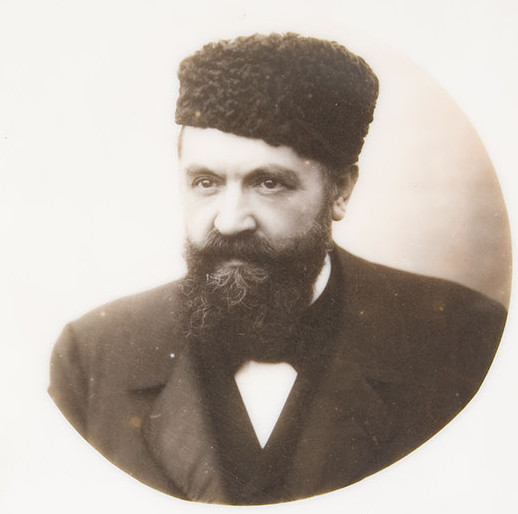
Portrait de Louis Mantin.

Né le 14 janvier 1851, Louis Mantin est issu d’une famille fortunée. Son père et son grand-père dirigeaient une fabrique de meubles et de décoration intérieure très prospère. Après des études de droit à Paris où il exerce quelque temps le métier d’avocat il entame une carrière dans l’administration préfectorale. Ses différentes affectations le mèneront à Gap, Montpellier, Embrun ou encore Limoges.
Après avoir hérité de ses parents dans les années 1880, il demande une mise en disponibilité en 1893, date à laquelle il est également décoré de la Légion d'honneur. Il se consacre dès lors à la construction de sa maison de 1893 à 1895-1896 avant d'y habiter, jusqu'à sa mort en 1905.

## Le bâtiment
Le premier projet de conception des architectes de la Maison Mantin était apparenté à une demeure gothique, mais la conception finale a été plus pittoresque, empruntant de nombreux éléments à une villa balnéaire. L'architecte a donné libre cours à son goût pour l'éclectisme : boiseries dans l'étude et la salle à manger ; décor néo-Renaissance de la salle dite « des quatre saisons » avec des moulures en plâtre et des peintures de style Louis XVIII ; salle de bain moderne à vitraux et peintures de style Art nouveau. Le projet est important en ce qu'il ouvre la voie à la tendance « château-villa ».

### Le rez-de-chaussée
Une entrée décorée sur le thème de la chasse, un salon ainsi qu’un bureau : le rez-de-chaussée de la Maison Mantin est conforme à ce que l’on trouve dans les maisons bourgeoises de la fin du XIXe siècle.   

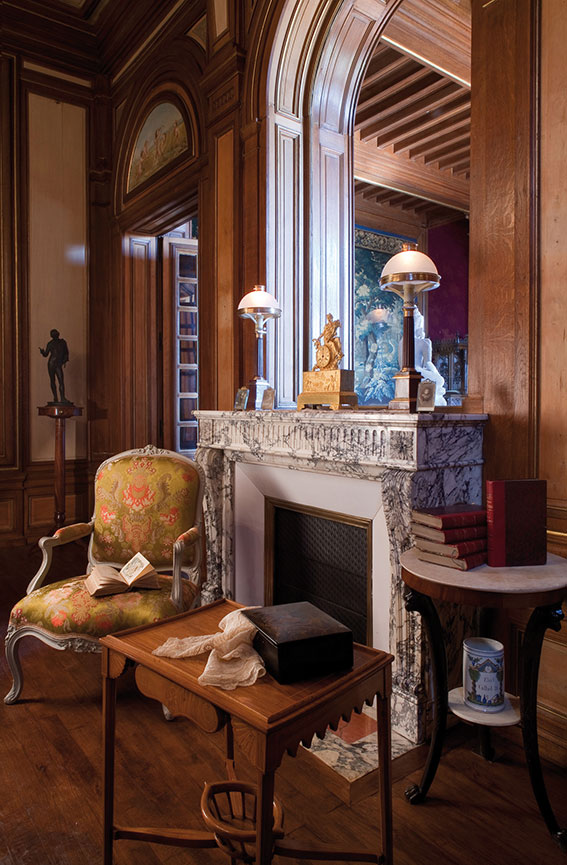
Vue du salon, rez-de-chaussée (en cours d’aménagement).

Le salon comporte un beau mobilier, majoritairement du XVIIIe siècle, ainsi qu’un lustre imposant électrifié qui conserve trois ampoules tricolores de l’époque de Louis Mantin. Autre particularité, la vitre au-dessus de la cheminée qui donne un point de vue direct sur le bureau. Pièce de travail, le bureau s’affirme comme tel par son atmosphère toute différente de celle du salon. Les boiseries cirées sont omniprésentes, rappelant l’intérêt du propriétaire pour ce matériau. On y trouve un bureau massif en bois sculpté et une bibliothèque. Enfin une cheminée monumentale, puisant largement dans le vocabulaire ornemental de la Renaissance, présente, incrustée en son centre, la reproduction d’une toile hollandaise en faïence de Delft. La plaque de cheminée, massive, offre à la vue de tous un « M » stylisé.

### Le premier étage
On y trouve les chambres ainsi que la salle de bain, là encore dans la traditionnelle organisation de l’espace propre à la villa bourgeoise. La chambre « des quatre saisons » ou « chambre rose » a été décorée à la manière du XVIIIe siècle avec une influence toute particulière du style Louis XV : mobilier, soieries, décorations peintes. C’était la chambre de la compagne de Louis Mantin, Louise Alaise, qu’il avait rencontrée en 1880 et avec qui il a vécu jusqu’à sa mort en 1905. Entrer dans la chambre de Louis Mantin, c’est pénétrer dans un autre univers qui n’est pas sans rappeler celui du bureau, avec là encore une présence affirmée de la Renaissance. C’est le cas pour le mobilier de style, pour les vitraux également dont la couleur jaune d’argent et les motifs y sont une référence directe. La décoration murale exceptionnelle peut d’ailleurs être considérée comme le chef-d’œuvre de la maison. Ces cuirs dorés, rarement conservés en bon état de nos jours, sont le vestige de cette mode qui avait envahi l’Europe du XVIe au XVIIIe siècle. Ils représentent des scènes mythologiques, historiques, allégoriques ou encore exotiques.
La salle de bain, aménagée dans une petite tourelle indépendante, est un modèle du confort que l’on pouvait attendre dans ce type d’habitation à cette période. Louis Mantin y dispose de l’eau courante chaude et froide, d’une baignoire et d’une douche avec thermomètre intégré ; enfin d’un chauffe-serviette en métal encastré dans le mur. On peut constater l’attention particulière qui a été apportée à cette pièce à travers la finesse des décors peints.

### Le deuxième étage
Il est largement dévolu au cabinet de curiosités. De cette pièce, Louis Mantin a fait un musée étonnant où il présentait à ses visiteurs ses collections. Pièces préhistoriques, gallo-romaines et égyptiennes ; porcelaines, verreries, clés anciennes, grelots et pistolets, ce lieu qui s’apparente à un musée évoque les passions nombreuses et éclectiques du propriétaire de la maison.
Dernier espace de visite de la maison, l’observatoire prend place au-dessus de la salle de bain dans la tour attenante. Entre les baies, des médaillons illustrant le thème de l’animal musicien évoque l’utilisation de cette pièce, qui servait à l’exposition de la vitrine aux oiseaux aujourd’hui présentée dans le cabinet de curiosités. On remarque au passage une influence japonisante avec la grue, présentée dans la mosaïque du sol, et l’éventail au plafond illustré d’un soleil levant. Au mur, une inscription latine évoque le passage du temps, véritable obsession chez Louis Mantin.
La maison intègre des innovations technologiques de son époque : éclairage électrique, robinets d'eau chaude et froide, douche de tête et toilettes équipées de chasses d'eau.

## Thématiques

### Le mode de vie bourgeois
La bourgeoisie connaît un grand développement au cours du XIXe siècle et acquiert un pouvoir de plus en plus important. En effet, il est aujourd’hui communément admis que la Révolution française est une révolution bourgeoise avant tout. De fait, la place de la bourgeoisie dans la société devient prépondérante et à plusieurs égards, elle remplace l’ancienne classe nobiliaire auparavant dominante. La révolution industrielle dans laquelle les bourgeois investissent leur permet d’amasser des fortunes colossales tandis que sur le plan politique la Restauration leur apporte un droit de vote qui, encore censitaire, leur assure la mainmise sur la politique nationale.
Cette nouvelle importance se retrouve logiquement à l’intérieur de l’habitation. Ainsi le salon est-il une pièce essentielle où l’on reçoit (on dit selon l’expression consacrée « tenir salon ») et qui doit donc être précieusement meublée. Il en va de même pour le bureau, espace révélateur de l’intérieur bourgeois, pièce d’homme par excellence. En effet, dans la culture bourgeoise, seul ce dernier travaille. C’est une des différences majeures d’avec les classes laborieuses qui, elles, ne peuvent se passer du travail féminin pour subvenir à leurs besoins.
La décoration de la maison atteste également de cette position sociale dominante. Les nombreuses tapisseries qui ornent les murs sont autant de références à la Renaissance, où elles ornaient les murs des palais. C’est une affirmation claire de la part du propriétaire de la richesse de son mode de vie et de son rang social.

### La domesticité
Intimement liée au mode de vie bourgeois, la domesticité connaît un développement exponentiel au cours du XIXe siècle avant de péricliter durant ses dernières années. Pour les employeurs, avoir un domestique est un changement de statut manifeste au sein de la société. Cela montre la réussite sociale, aussi l’on retrouve très souvent un domestique employé par un couple de petits bourgeois qui n’a pas forcément d’importants moyens mais qui cherche par là à affirmer sa place dans le corps social.
Des poignées se situant à l’intérieur de la maison et reliées à des cloches au niveau du toit pouvaient être utilisées par les domestiques de la maison. De larges corridors ainsi qu’une porte de service permettaient un déplacement fluide et non dérangeant pour Louis Mantin. Son testament renseigne sur quelques-uns d’entre eux : « Je lègue à chacun de mes domestiques au moment de mon décès une année de gages en plus de leurs gages de l’année courante, […] à Jean Simonnet, mon jardinier, la somme de deux mille francs outre ses gages de l’année courante, […] aux époux Melin mes serviteurs au Moûtiers une somme de mille francs outre leurs gages de l’année courante et […] à l’ouvrière Marie Maurillon ma lingère une somme de cinq cents francs. »

### Le cadre de vie
L’intérieur bourgeois est une succession de pièces bien distinctes et ayant chacune une fonction. Les pièces de représentation sociale viennent sur l'avant, celles de la vie quotidienne avec ses services sur l'arrière. Sous les combles, des chambres sans confort sont réservées à la domesticité.

#### Le salon

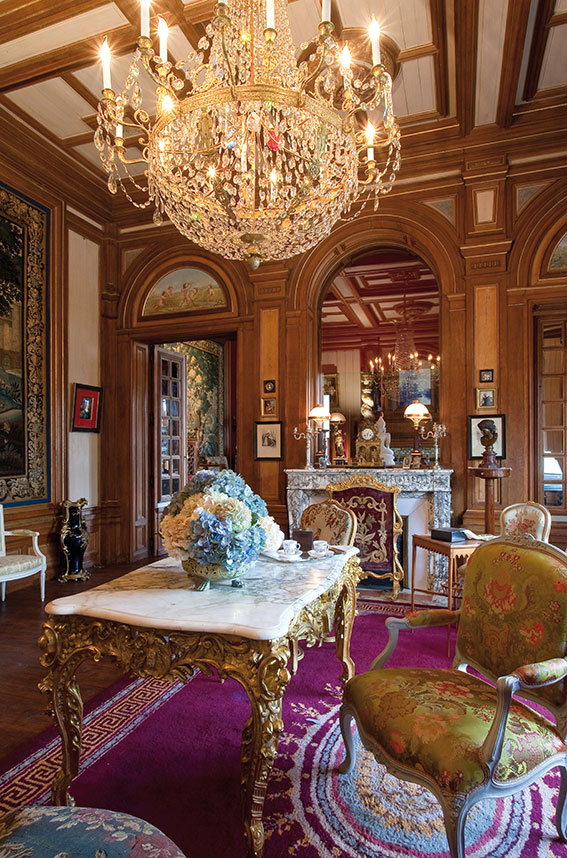
Le salon de Louis Mantin.

Les pièces de réception bénéficient d'un soin tout particulier. Salons et salle à manger prennent une allure ostentatoire à la mesure du désir de paraître de son propriétaire : cheminée de marbre, dorures, stucs et moulages au plafond, grands miroirs aux murs, et partout des pompons, des galons, des glands, sans compter les innombrables bibelots qui encombrent les meubles : napperon sur le piano, vases, vide-poches, coussins... Après le repas, les convives se dirigent vers le salon où la maîtresse de maison, pour faciliter la conversation, a fait disposer des tables en petits cercles.

#### Le bureau

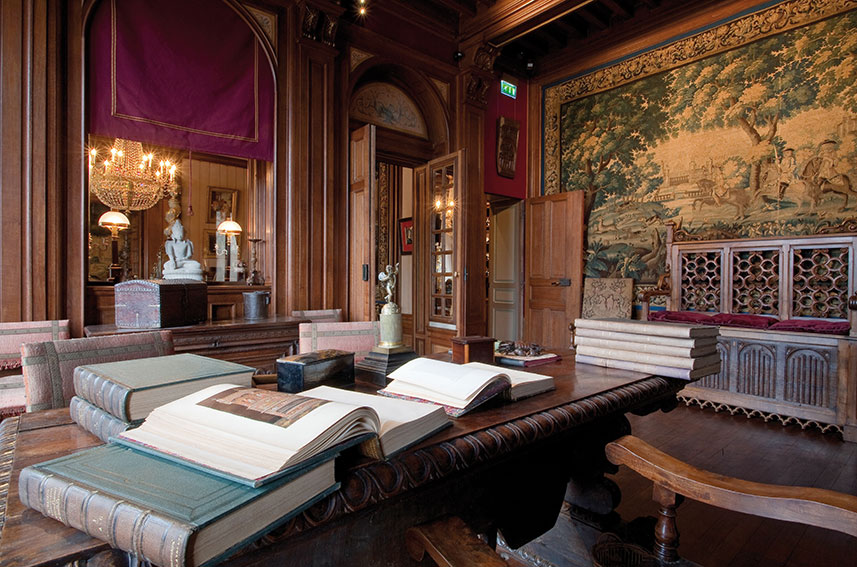
Le bureau.

Dans l'univers bourgeois, une vaste bibliothèque est un signe d'appartenance au milieu des notables de la ville. Les auteurs anciens restent la référence. La création contemporaine est abordée via les journaux comme le Siècle, le Figaro, la Revue des deux mondes ou La Mode. La bibliothèque de Louis Mantin est riche d’ouvrages aux thèmes très variés malgré le peu d'espace qu'elle occupe : littérature (Charles Baudelaire, François-René de Chateaubriand, Alphonse Daudet, Jean de La Fontaine, Émile Zola, Pierre Loti, François Rabelais…), sciences et arts, droit, histoire, géographie et voyages, journaux et périodiques, biographies, sciences médicales, sciences dites occultes, archéologie, religion, almanachs et annuaires…

#### La chambre
Lieu de pouvoir sous l’Ancien Régime, elle gagne en intimité au XIXe siècle jusqu’à n’être réservée qu’à ses occupants. Les dimensions, logiquement, se sont modifiées. Plus petite, sa fonction est notablement différente selon que l’on parle d’une pièce masculine ou féminine. Cette distinction est une caractéristique du milieu bourgeois qui seul peut bénéficier d’un espace suffisant pour s’offrir le luxe de la séparation. En effet, chez les ouvriers et les paysans la place coûte cher et les classes laborieuses ne peuvent se permettre des dépenses inutiles, occupant parfois une seule pièce pour toutes les activités. Les fonctions, dans un intérieur bourgeois, diffèrent. La chambre de la femme est plus qu’un simple espace de repos. Elle est un lieu où elle lit, où elle écrit (raison pour laquelle on y retrouve très souvent un secrétaire) et où elle peut s’adonner à ses passe-temps. En dehors de cet espace qui lui appartient en propre, sa vie est très réglementée, majoritairement dédiée au paraître. Elle affirme ainsi par sa culture, ses activités et sa tenue le rang et la fortune de son mari. La chambre de l’homme est quant à elle beaucoup moins polyvalente et sert avant tout au repos.

### Les progrès techniques

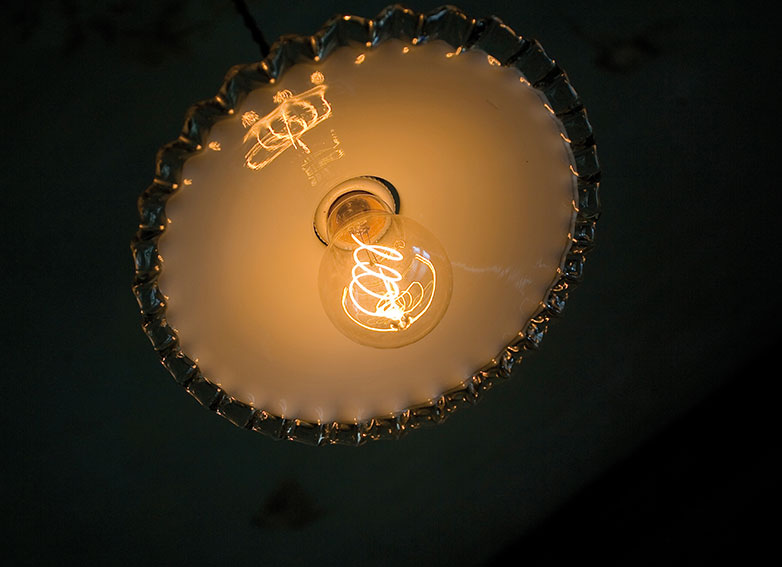
L’éclairage 1900 est conservé.

C’est un aspect omniprésent dans la maison de Louis Mantin. Il démontre à la fois une aisance certaine comme un intérêt marqué pour les innovations de son temps. En cela, il s’intègre à la foi dans le progrès véhiculé par la Belle Époque, progrès grâce auquel l’homme voit ses conditions de vie s’améliorer considérablement. En termes de modernité, l’électricité constitue à cette époque une nouveauté de taille. Les années 1880-1890 correspondent à un moment charnière puisqu'elles voient apparaître ses premiers développements dans la société industrielle et civile. En effet, depuis la fin du XVIIIe siècle, l’électricité connaît sans cesse de nouvelles innovations, autorisant peu à peu une compréhension et une maîtrise qui donnent lieu à de véritables applications techniques. En 1881, se tient l’exposition internationale de l’électricité à Paris suivie de la construction du Palais de l’électricité pour l’exposition universelle en 1900. À partir de 1880, les réseaux locaux se multiplient en premier lieu pour l’éclairage public avant de servir aux particuliers comme c’est le cas chez Louis Mantin. En effet une usine à charbon, installée dans les jardins bas dès 1892, servait initialement à l’alimentation des cafés de la place d’Allier. Louis Mantin, construisant sa maison à proximité, décide de se relier au système afin d’en bénéficier.
Moderne également, le système de chauffage au sol que l’on retrouve dans toute la villa. Système ingénieux, il fonctionne grâce à l’air chaud naturellement distribué à tous les étages par un calorifère à charbon. René Moreau, l’architecte de la maison, avait déjà eu l’occasion d’installer ce système auparavant. Dans le bureau est toujours présente une partie de l’installation « téléphonique », sans que l’on sache si celle-ci était simplement domestique (interphone) ou bien externe.

### L’hygiène
Qui dit modernité dit également propreté. Depuis la fin du XVIIIe siècle, une véritable prise de conscience autour de la propreté et des soins du corps a lieu. À partir du milieu du XIXe siècle, l’importance du courant hygiéniste met encore l’accent sur le lien entre une meilleure hygiène et une espérance de vie accrue. Dans ce cadre, l’ensemble salle de bain et cabinet de toilette se répand dans les intérieurs bourgeois. Cette combinaison explique le passage du petit meuble de toilette encore utilisé fin XVIIIe à l’ensemble salle de bain et cabinet de toilette qui se répand dans les intérieurs bourgeois dans la deuxième moitié du XIXe siècle.
La salle de bain, chez Louis Mantin, est étonnante de modernité. Il y dispose de l’eau courante, encore une exception à l’époque, d’un système de robinetterie élaboré et, comble du luxe, d’un chauffe-serviette encastré dans le mur fonctionnant grâce à l’eau chaude. Nouvelle preuve de ce souci pour l’hygiène, un caillebotis est installé au sol sous lequel une feuille de plomb permet la récupération des projections d’eau.
Enfin, les commodités installées à chaque étage affirment, là encore, le confort résolument moderne dont dispose la villa.

### Le collectionnisme
Courant existant depuis l’Antiquité où l’on amassait déjà les œuvres d’art, il prend une nouvelle ampleur à partir de la Renaissance avec le cabinet de curiosités que vont constituer tous les puissants d’Europe. Pièce vouée à l’exposition, on y trouve pêle-mêle toutes sortes d’objets tour à tour précieux ou étranges. Les collections sont organisées selon deux grands axes : les naturalia ou choses de la nature et les artificialia ou objets créés par l’homme. D’autres catégories viennent compléter les collections d’amateurs : les antiquités et les objets exotiques ou exotica rapportés massivement par les voyageurs et les marins. Au XIXe siècle, les bourgeois, agissant par mimétisme, constituent eux aussi leur cabinet de curiosités. Les objets réunis dans la maison Mantin sont très éclectiques tant au niveau des thèmes que des époques représentées (objets archéologiques, chinoiseries, animaux naturalisés, vaisselles), illustrant des centres d’intérêts aussi divers que variés.

### Le don / la notion de patrimoine
La pratique du don est courante déjà depuis l’Antiquité grecque et romaine. Elle se manifeste ensuite au Moyen Âge et à l’époque moderne, contribuant au très fort développement de l’Église durant cette même période. Au XIXe siècle, cette pratique connaît un nouvel essor. C’est le moyen, d’une part, d’enrichir le patrimoine de la ville ; ainsi les dons sont à l’origine de nombreux musées (Fabre à Montpellier par exemple, ou les nombreux dons à la ville de Paris de Cognacq-Jay, Jacquemart-André, Nissim de Camondo, ou encore le duc d’Aumale à Chantilly). D’autre part, cela permet aussi au donateur de s’inscrire dans l’Histoire, de perpétuer le souvenir de son nom et de son œuvre ou de sa collection. Cette recherche de postérité est souvent liée à l’absence de descendance. Elle s’inscrit aussi dans la volonté de léguer au plus grand nombre des objets exceptionnels, avec la vocation didactique développée par les sociétés savantes auxquelles les grands collectionneurs appartiennent souvent.

## La collection
Le musée contient un labyrinthe vertigineux de tableaux, livres, photographies, objets miniatures, céramiques, minéraux, sculptures et objets rares et insolites recueillis par Louis Mantin lors de ses voyages dans différentes parties du monde. La collection riche et l'ornementation de la maison lui donnent un caractère unique.

## Information touristique
L'entrée de la Maison Mantin est commune avec celle du musée Anne-de-Beaujeu et la visite ne peut se faire qu'accompagnée d'un guide-conférencier. Après l'entrée, une salle de projection permet de visionner une vidéo de présentation.